# Éliane Amado Levy-Valensi
Pour les articles homonymes, voir Amado, Levy et Valensi (homonymie).
Éliane Amado Levy-Valensi, née à Marseille le 11 mai 1919 et morte à Jérusalem le 10 mai 2006, est une philosophe et psychanalyste française.

## Biographie
Née Levy-Valensi, Éliane passe son enfance à Marseille où elle suit les cours de religion du grand rabbin de Marseille.  Elle déménage ensuite avec ses parents à Saint-Mandé, dans la région parisienne, au cours des années 1930.
Elle rejoint en 1940 avec sa famille Aix-en-Provence et emménage dans une propriété de Célony. Elle termine sa licence à la faculté de lettres d’Aix-en-Provence. Après ses études de philosophie, elle épouse l'avocat d'affaires Max Amado en 1942. Sa mère, née Edma Allatini, est déportée à Auschwitz par le Convoi n° 77 du 31 juillet 1944. Elle est l'amie de Francine Bloch avec laquelle elle correspond régulièrement tout au long de leur vie.
Elle enseigne à la Sorbonne puis à l'université Bar-Ilan. En 1948, Éliane Amado Levy-Valensi obtient l’agrégation de philosophie en sortant major de son concours. Elle entre alors au Centre national de la recherche scientifique (CNRS) où elle prépare sa thèse de doctorat d’État.
En novembre 1953, elle divorce d’avec Max Amado, entretemps devenu avocat à la cour de Paris. En juin 1960, elle épouse Claude Veil (1920-1999), psychiatre et professeur à l’École pratique des hautes études de Paris, auteur notamment de Handicap et société et de Phénoménologie du travail, dont elle divorce en janvier 1969.
Elle émigre ensuite en Israël. Elle est enseignante à l'université Bar-Ilan en Israël. Ses écrits les plus connus, notamment le Moïse de Freud, Job, réponse à Jung, et la Poétique du Zohar sont emblématiques pour le judaisme de l'époque.

## Publications
- Le Moïse de Freud, Monaco/Paris, Éditions du Rocher, 1984, 146 p. (ISBN 2-268-00273-X)
- Les Niveaux de l'être. La connaissance et le mal, PUF, 1963
- Job, réponse à Jung, Cerf, 1991
- La Poétique du Zohar, Éditions de l'éclat, 1996
- La Nature de la pensée inconsciente, Jean-Pierre Delarge, coll. « Études de psychologie et de philosophie » (ISBN 978-2-7116-4249-6)
- La Communication, éd. universitaires
- Le Temps dans la vie psychologique, Flammarion, 1965
- Le Temps dans la vie morale, Vrin, 1968
- L’Imagination: philosophie et tradition juive, Les empêcheurs de penser en rond - Institut édition Synthelabo
- La Dignité des mots, Les empêcheurs de penser en rond - Institut édition Synthelabo
- La Névrose plurielle, Aubier, 1992
- Tentations et actions de la conscience juive, PUF
- Les Voies et les pièges de la psychanalyse, éditions Universitaires
- Le grand désarroi - Aux racines de l'énigme homosexuelle, Paris : Éditions Universitaires, 1973
- La onzième épreuve d'Abraham ou de la fraternité, Lattès, 1981
- Le Dialogue psychanalytique, Puf / L'actualité psychanalytique
- Le Dialogue psychanalytique. Les rapports intersubjectifs en psychanalyse, la vocation du sujet, Puf
- Penser ou-et rêver - Mécanismes et objectifs de la pensée en Occident et dans le judaïsme, Les empêcheurs de penser en rond -Institut édition Synthelabo
- Israël dans la conscience juive, Puf